# Kiss Me Once Live at the SSE Hydro
Kiss Me Once Live at the SSE Hydro é o sétimo álbum ao vivo da cantora australiana Kylie Minogue, lançado em 23 de março de 2015, através da Parlophone, como um show completo lançado como disco compacto duplo, download digital, disco digital de vídeo e blu-ray. A produção foi filmada em 12 de novembro de 2014 na arena SSE Hydro em Glasgow, Escócia, durante a etapa europeia da turnê Kiss Me Once.

## Antecedentes e lançamento
Dirigido por William Baker, a apresentação foi filmada na arena SSE Hydro em Glasgow, Escócia, durante a digressão mundial Kiss Me Once Tour pelo continente. Foi lançado na maioria dos formatos, incluindo CD duplo, DVD e Blu-ray. "Timebomb", que não foi ao ar no especial da ITV, foi lançado na conta oficial de Kylie no YouTube como uma prévia dos conjuntos de Blu-ray/CD e DVD/CD em 4 de março de 2015. "Tears on My Pillow" foi tocada em Glasgow e também está incluída no DVD/Blu-ray, mas não está incluída no CD. A foto da capa é uma imagem ligeiramente recortada de Kylie cantando "Les Sex" em um sofá gigante. O filme foi lançado em 23 de março de 2015. O DVD/Blu-ray também inclui "Sleepwalker", curta-metragem exibido antes do início de cada show, e projeções de tela de "In My Arms", "Skirt", "Chasing Ghosts", "Sexercize" e "Can't Get You Out of My Head".

## Lista de faixas
| Kiss Me Once Live at the SSE Hydro – Versão do DVD / Blu-ray / Digital |                                                 |                                                                                     |         |  |
| N.º                                                                    | Título                                          | Compositor(es)                                                                      | Duração |  |
| 1.                                                                     | "Breathe" (Intro)                               | Kylie Minogue Dave Ball Ingo Vauk                                                   | 2:38    |  |
| 2.                                                                     | "Les Sex"                                       | Amanda Warner Peter Wade Keusch JD Walker William Rappaport Henri Lan               | 4:39    |  |
| 3.                                                                     | "In My Arms"                                    | Minogue Calvin Harris Richard Stannard Paul Harris Julian Peake                     | 4:39    |  |
| 4.                                                                     | "Timebomb"                                      | Karen Poole Matt Schwartz Harris                                                    | 3:56    |  |
| 5.                                                                     | "Wow"                                           | Minogue Greg Kurstin Poole                                                          | 4:01    |  |
| 6.                                                                     | "Step Back in Time"                             | Mike Stock Matt Aitken Pete Waterman                                                | 6:49    |  |
| 7.                                                                     | "Spinning Around"                               | Ira Shickman Osborne Bingham Kara DioGuardi Paula Abdul                             | 3:15    |  |
| 8.                                                                     | "Your Disco Needs You"                          | Minogue Guy Chambers Robbie Williams                                                | 5:35    |  |
| 9.                                                                     | "On a Night Like This"                          | Steve Torch Graham Stack Mark Taylor Brian Rawling                                  | 3:40    |  |
| 10.                                                                    | "Slow"                                          | Minogue Dan Carey Emilíana Torrini                                                  | 3:38    |  |
| 11.                                                                    | "Enjoy Yourself" (Intro)                        | Aitken Stock Waterman                                                               | 5:14    |  |
| 12.                                                                    | "Hand on Your Heart"                            | Aitken Stock Waterman                                                               | 4:54    |  |
| 13.                                                                    | "Never Too Late"                                | Aitken Stock Waterman                                                               | 6:01    |  |
| 14.                                                                    | "Got to Be Certain"                             | Aitken Stock Waterman                                                               | 2:38    |  |
| 15.                                                                    | "I Should Be So Lucky"                          | Aitken Stock Waterman                                                               | 3:35    |  |
| 16.                                                                    | "Skirt" (Intro)                                 | Minogue Chris Lake Chris Elliot Terius Nash                                         | 4:41    |  |
| 17.                                                                    | "Need You Tonight"                              | Andrew Farriss Michael Hutchence                                                    | 3:43    |  |
| 18.                                                                    | "Sexercize"                                     | Sia Furler Marcus Lomax Jordan Johnson Stefan Johnson Clarence Coffee Nella Tahrini | 5:09    |  |
| 19.                                                                    | "Can't Get You Out of My Head"                  | Cathy Dennis Rob Davis                                                              | 4:37    |  |
| 20.                                                                    | "Kids"                                          | Chambers Williams                                                                   | 4:14    |  |
| 21.                                                                    | "Beautiful"                                     | Enrique Iglesias Mark Taylor Alex Smith Samuel Preston                              | 3:17    |  |
| 22.                                                                    | "Kiss Me Once"                                  | Furler Anne Judith Wik Ronny Svendsen Nermin Harambašić                             | 7:18    |  |
| 23.                                                                    | "Get Outta My Way"                              | Mich Hansen Lucas Secon Damon Sharpe Peter Wallevik Daniel Davidsen                 | 3:20    |  |
| 24.                                                                    | "Love at First Sight"                           | Minogue Richard Stannard Julian Gallagher Ash Howes Martin Harrington               | 4:03    |  |
| 25.                                                                    | "Tears on My Pillow"                            | Sylvester Bradford Al Lewis                                                         | 1:52    |  |
| 26.                                                                    | "The Loco-Motion"                               | Gerald Goffin Carole King                                                           | 4:14    |  |
| 27.                                                                    | "All the Lovers"                                | Jim Eliot Mima Stilwell                                                             | 4:14    |  |
| 28.                                                                    | "Into the Blue"                                 | Kelly Sheehan Mike Del Rio Jacob Kasher                                             | 5:30    |  |
| 29.                                                                    | "Créditos"                                      |                                                                                     | 5:30    |  |
| 30.                                                                    | "Sleepwalker" (Kylie + Garibay)                 |                                                                                     |         |  |
| 31.                                                                    | "Chasing Ghosts" (Visual de tela)               | Minogue Garibay Amanda Lucille Warner                                               |         |  |
| 32.                                                                    | "Sexercize" (Visual de tela)                    | Furler Lomax Johnson Johnson Coffee Tahrini                                         |         |  |
| 33.                                                                    | "Skirt" (Visual de tela)                        | Minogue Lake Elliot Nash                                                            |         |  |
| 34.                                                                    | "Can't Get You Out of My Head" (Visual de tela) | Dennis Davis                                                                        |         |  |
| 35.                                                                    | "In My Arms" (Visual de tela)                   | Minogue C. Harris Stannard P. Harris Peake                                          |         |  |

| Kiss Me Once Live at the SSE Hydro – Versão em CD duplo (Disco 1) |                          |         |  |
| N.º                                                               | Título                   | Duração |  |
| 1.                                                                | "Breathe" (Intro)        | 3:02    |  |
| 2.                                                                | "Les Sex"                | 2:19    |  |
| 3.                                                                | "In My Arms"             | 3:35    |  |
| 4.                                                                | "Timebomb"               | 4:08    |  |
| 5.                                                                | "Wow"                    | 3:13    |  |
| 6.                                                                | "Step Back in Time"      | 4:46    |  |
| 7.                                                                | "Spinning Around"        | 3:23    |  |
| 8.                                                                | "Your Disco Needs You"   | 4:52    |  |
| 9.                                                                | "On a Night Like This"   | 3:33    |  |
| 10.                                                               | "Slow"                   | 4:10    |  |
| 11.                                                               | "Enjoy Yourself" (Intro) | 0:54    |  |
| 12.                                                               | "Hand on Your Heart"     | 2:42    |  |
| 13.                                                               | "Never Too Late"         | 1:51    |  |
| 14.                                                               | "Got to Be Certain"      | 1:52    |  |
| 15.                                                               | "I Should Be So Lucky"   | 2:50    |  |

| Kiss Me Once Live at the SSE Hydro – Versão em CD duplo (Disco 2) |                                |                                          |         |  |
| N.º                                                               | Título                         | Compositor(es)                           | Duração |  |
| 1.                                                                | "Need You Tonight"             |                                          | 4:06    |  |
| 2.                                                                | "Sexercize"                    |                                          | 3:46    |  |
| 3.                                                                | "Nu-di-ty" (Segue)             | Poole Christian Karlsson Pontus Winnberg | 0:55    |  |
| 4.                                                                | "Can't Get You Out of My Head" |                                          | 6:05    |  |
| 5.                                                                | "Kids"                         |                                          | 4:57    |  |
| 6.                                                                | "Beautiful"                    |                                          | 5:32    |  |
| 7.                                                                | "Kiss Me Once"                 |                                          | 3:54    |  |
| 8.                                                                | "Get Outta My Way"             |                                          | 6:25    |  |
| 9.                                                                | "Love at First Sight"          |                                          | 4:54    |  |
| 10.                                                               | "The Loco-Motion"              |                                          | 4:17    |  |
| 11.                                                               | "All the Lovers"               |                                          | 4:01    |  |
| 12.                                                               | "Into the Blue"                |                                          | 6:34    |  |

## Desempenho nas tabelas musicais

### CD
| País — Tabela musical (2015)                 | Melhor posição |
| -------------------------------------------- | -------------- |
| Alemanha (GfK Entertainment Charts)          | 51             |
| Austrália (ARIA Charts)                      | 97             |
| Bélgica (Ultratop (Flandres)                 | 57             |
| Bélgica (Ultratop 40 (Valônia)               | 46             |
| Chéquia (IFPI Česká Republika)               | 12             |
| Escócia (OCC)                                | 19             |
| Estados Unidos (Top Dance/Electronic Albums) | 21             |
| Hungria (MAHASZ)                             | 3              |
| Irlanda (IRMA)                               | 30             |
| México (AMPROFON)                            | 21             |
| Países Baixos (MegaCharts)                   | 28             |
| Reino Unido (Digital Albums)                 | 40             |

| País — Tabela musical (2015)      | Melhor posição |
| --------------------------------- | -------------- |
| Austrália (ARIA DVD Chart)        | 1              |
| Estados Unidos (Top Music Videos) | 37             |
| França (SNEP DVD Musicaux)        | 2              |
| Itália (FIMI DVD Chart)           | 4              |
| Japão (IFPI Česká Republika)      | 133            |
| Suécia (Veckolista DVD Album)     | 7              |
| Taiwan (5-Music)                  | 9              |

| País — Tabela musical (2015) | Melhor posição |
| ---------------------------- | -------------- |
| Austrália (ARIA DVD Chart)   | 21             |